# Bulbophyllum xanthotes
Bulbophyllum xanthotes är en orkidéart som beskrevs av Rudolf Schlechter. Bulbophyllum xanthotes ingår i släktet Bulbophyllum och familjen orkidéer. Inga underarter finns listade i Catalogue of Life.